# Боффо, Франц Карлович
Франс (Франческо) Карлович Боффо (1796, Италия — 1867, Одесса) — итальянский архитектор, строивший на юге Российской империи, преимущественно в Одессе.

## Биография
Архитектурное образование получил начав работать подмастерьем в Тичино, затем — в Туринском университете. Некоторое время работал архитектором в имениях Потоцких в Польше, начав в 1817 году строительство дворца в Черномине.
Жил и работал в Одессе более 40 лет (с 1818 по 1861 год).
В 1819 году поступил на службу в Одесский Строительный комитет архитекторским помощником. С 1822 по 1836 год находился на должности городового архитектора I части, затем (до выхода в отставку в 1857 году) — архитектор при канцелярии Новороссийского и Бессарабского генерал-губернатора. С 1834 по 1859 годы состоял в комитете по строительству Ришельевского лицея. Принимал активное участие в подготовке и организации Одесского Общества изящных искусств.
Похоронен в Одессе, на Первом христианском кладбище (уничтожено в 1930 году).

## Здания и сооружения

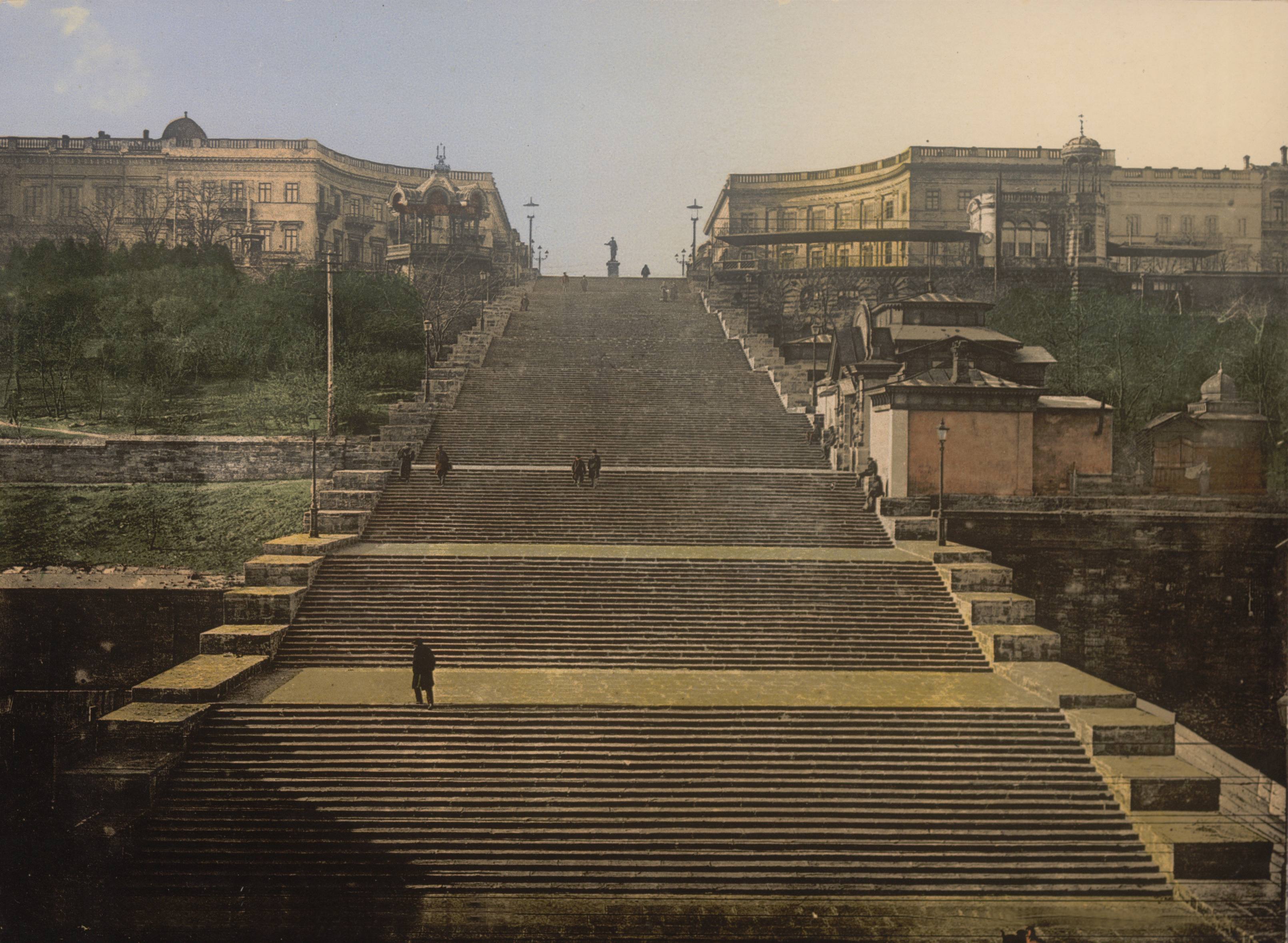
142-метровая Потёмкинская лестница, Одесса. Фотография с 1890 по 1900 год. Доступна в Библиотеке Конгресса, первоначально из издательства Detroit 1905.

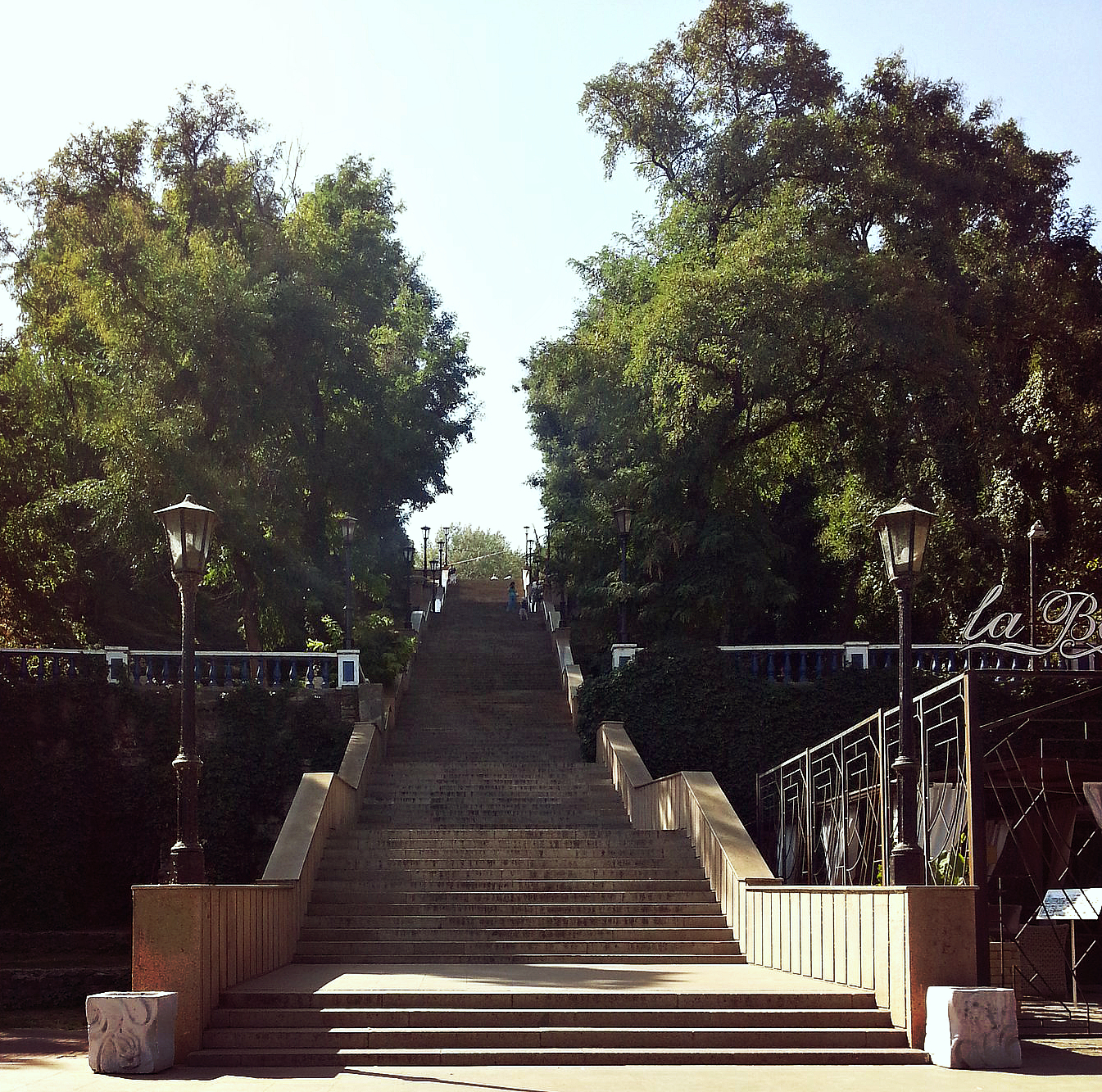
Каменная лестница, Таганрог

В 1825 году по его проекту в Таганроге была построена знаменитая Каменная лестница, соединявшая ул. Греческую с набережной (длина — 108 м, ширина — 6,5 м.).
Осуществлял проектирование и строительство самых парадных и представительных ансамблей и зданий в центральной части Одессы, ставших визитной карточкой города:
- Воронцовский дворец в Одессе (1826—1828);
- Воронцовский дворец в Алупке (1828), проект не реализован, заменён заказчиком на проект Эдварда Блора.
- Церковь Святого Павла;
- Петропавловская церковь на Молдаванке в Одессе (1826 — 1839). Разрушена в начале 1930-х годов. По одной версии - взорвана, по другой разобрана для постройки здания современной школы № 10, детского сада и некоторых других зданий.
- здания бывших присутственных мест на полукруглой площади Приморского бульвара (проект арх. А. И. Мельникова, 1826—1830);
- знаменитая Потемкинская лестница (1837—1841, совместно с инж. И. И. Уптоном и Б. В. Фандерфлисом);
- здание старой купеческой биржи — ныне горисполком (1828—1834, совместно с Г. И. Торичелли и И. С. Козловым);
- дворец Шидловского по Приморскому бульвару, 9 (1829—1830);
- Дом Папудовой

Одним из первых начал застраивать город доходными многоэтажными домами. Один из них — дом И. Ягницкого по улице Пушкинской, 6 (1835 год) — старейший «высотный» дом города.
До наших дней сохранилось более 30 зданий, построенных зодчим Боффо. Среди них: Пушкинская, 4 (1840-е); Приморский бульвар, 13 (1828); Жуковского, 39 (1836); Греческая, 35 (1835); Ланжероновская, 1 ; переулок Чайковского, 8 (1844) — собственный дом Ф. Боффо.
По его проекту в Таганроге было построено (1843) новое каменное двухэтажное здание классической гимназии.